# Трамвай Санта-Терезы

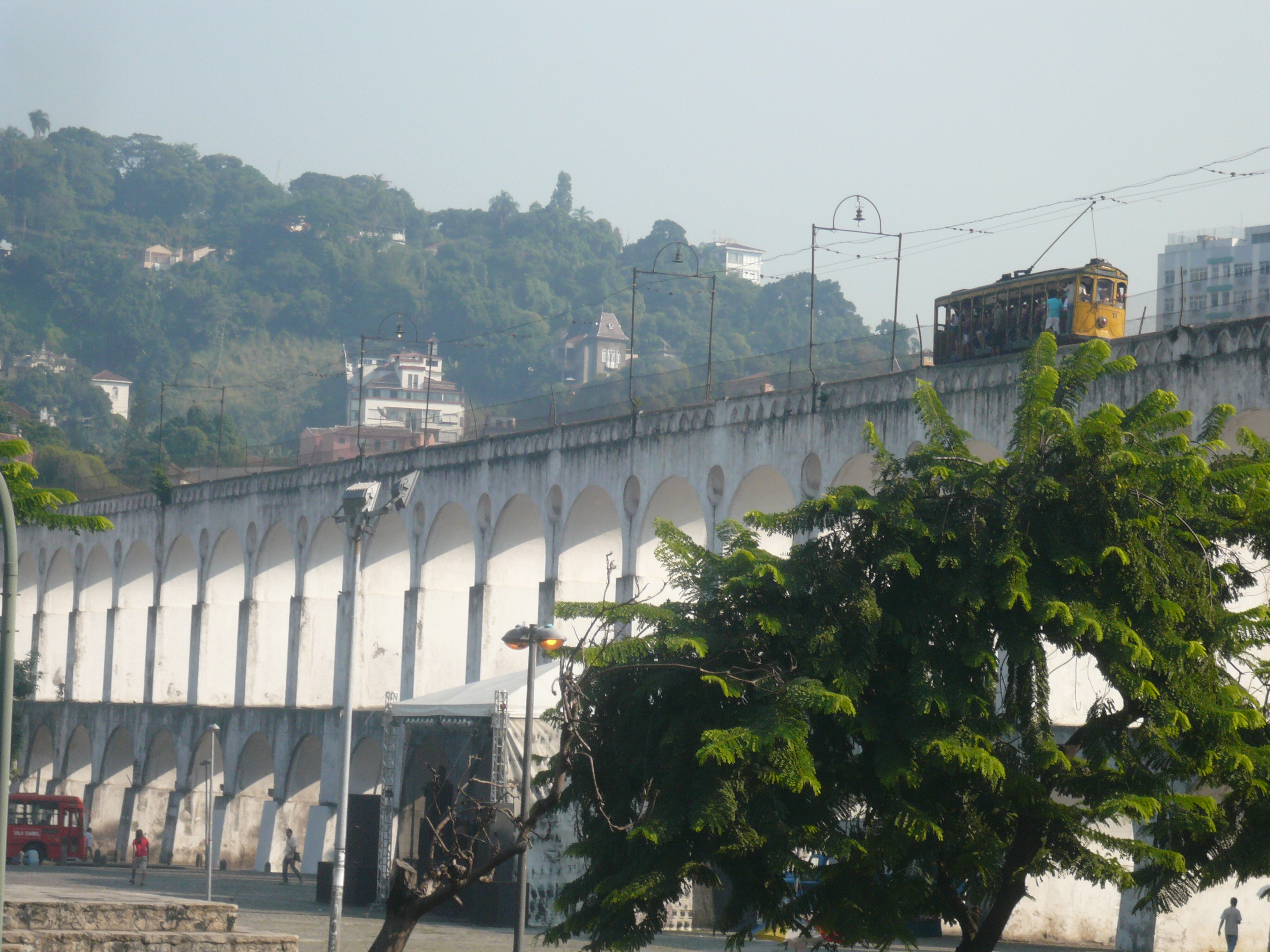
Трамвай, проезжающий по Акведуку Кариока

Трамвай Санта-Терезы — историческая трамвайная система, действующая в бразильском городе Рио-де-Жанейро. Соединяет центр Рио-де-Жанейро и холмистый район Санта-Тереза. Является одним из знаковых туристических аттракционов в Рио-де-Жанейро, в том числе потому, что проходит по Акведуку Кариока.

## История
Линия конки (с использованием, однако, в качестве тягловой силы не лошадей, а мулов) с шириной колеи 914 мм, распространённой в странах Латинской Америки, была построена в районе Санта-Тереза в 1877 году. Она шла от верхней станции линии фуникулера длиной 513 м, соединяющей холмистый район с центром города Рио-де-Жанейро.
В 1896 году линия была электрифицирована, тем самым став первой линией электрического трамвая в Южной Америке. В связи с изменением типа тяги линия, была перешита на традиционную для Бразилии колею 1100 мм. Годом позже линия была продлена до центра города по Акведуку Кариока, который незадолго до этого перестал использоваться по прямому назначению. Конечная станция в центре города располагалась на втором этаже офисного здания компании — оператора линии «Empreza de Carris de Ferro de Santa Theresa», расположенного на площади Ларго да Кариока.
С 1967 года трамвай Санта-Терезы стал единственной трамвайной сетью, продолжавшей функционировать в Рио-де-Жанейро. В 1975 году станция в центре города был перенесена в сады компании «Петробрас», где разместился на крыше гаража-парковки.
В настоящее время оператором линии является компания «Companhia Estadual de Engenharia de Transportes e Logística».
С 5 июня 2016 года, после открытия первой линии легкорельсового трамвая Рио-де-Жанейро, трамвай Санта-Терезы утратил статус единственной трамвайной сети Рио-де-Жанейро.

## Маршруты
Сеть состоит из двух маршрутов. 
Маршрут № 1, длиной 6 километров, соединяет Ларго-да-Кариока, в центре города, и район горы Дойз-Ирманс. Раньше этот маршрут был длиннее, от Дойз-Ирманс далее шёл в район Сильвестри, к одноимённой станции зубчатой железной дороги Корковаду. Этот участок был закрыт в 1966 году из-за повреждений, нанесённых сильным штормом, и не восстанавливался до 1999 года. Впрочем, возобновленное движение не было регулярным, трамваи до Сильвестри ходили только по субботам в первой половине дня. Движение было фактически прекращено в 2006 году, а в 2008 году о прекращении было объявлено официально, в связи с кражей контактного провода на большей части участка Дойз-Ирманс — Сильвестри.
Маршрут № 2, длиной 6 километров, соединяет Ларго-да-Кариока и Ларго-дас-Невис в Санта-Терезе. На двух третьих своей протяжённости совпадает с маршрутом № 1.

## Депо и конечные станции
Трамвай Санта-Терезы имеет три конечные станции на двух маршрутах: в центре города на Ларго-да-Кариока, у горы Дойз-Ирманс и на Ларго-дас-Невис, в районе Санта-Тереза. Трамвайное депо также находится в Санта-Терезе.

## Подвижной состав

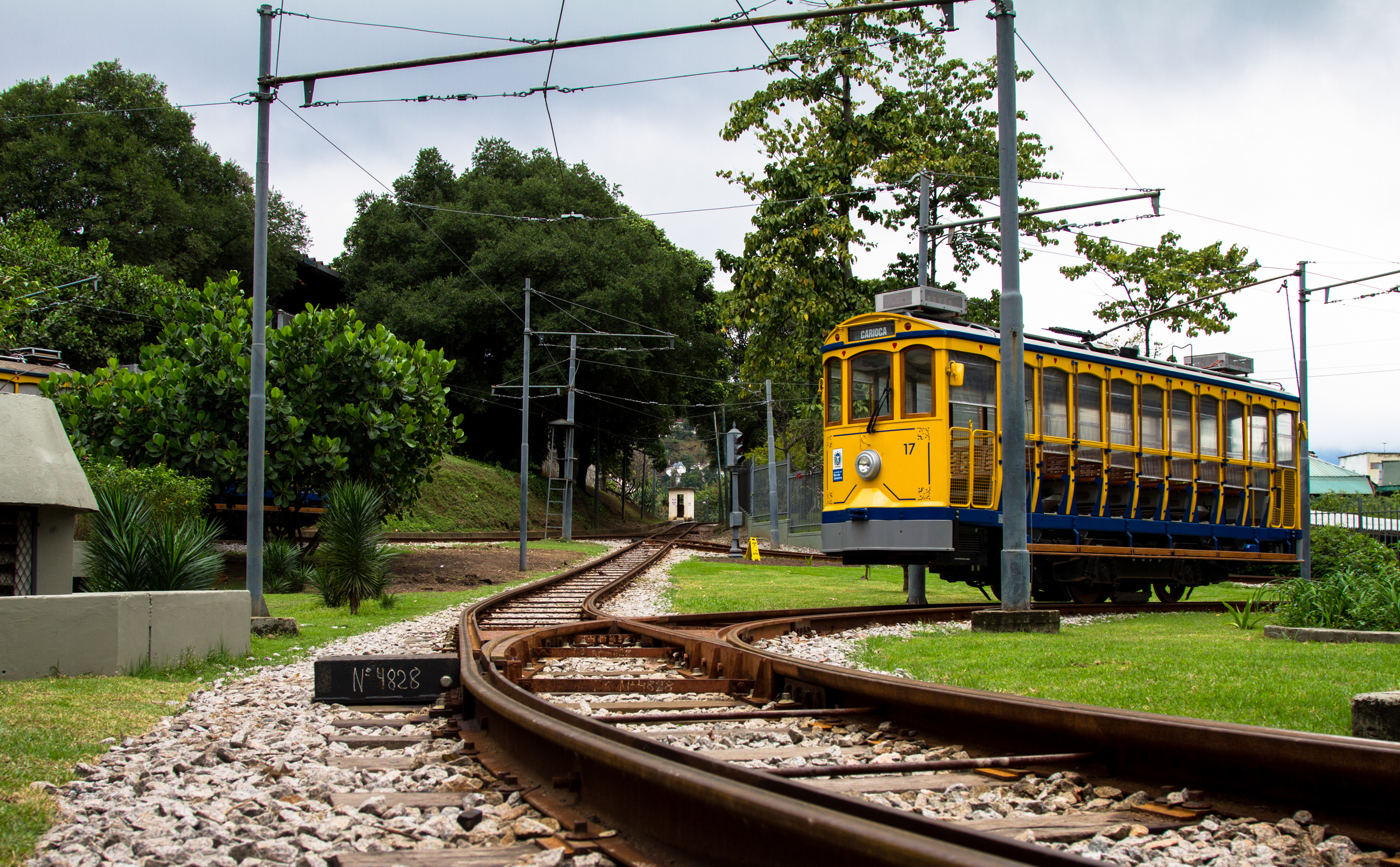
Репликар старого вагона на кольце в Кариоке

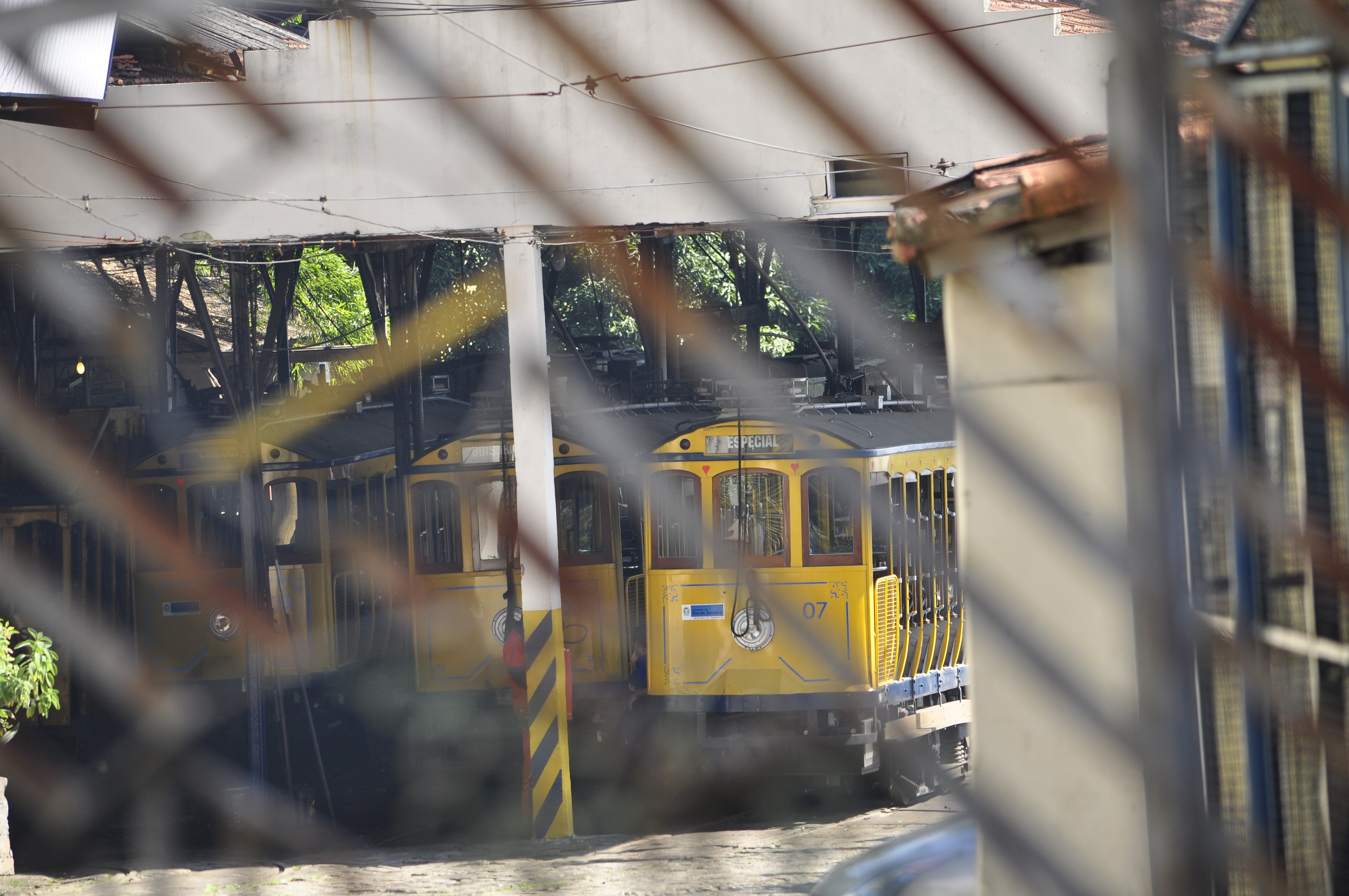
Старые трамваи в депо в Санта-Терезе

Используются одиночные вагоны жёлтого цвета, открытые по бокам. Изначально, при открытии линии, вагоны были зелёного цвета, но после жалоб жителей на то, что зеленые вагоны теряются среди листвы деревьев, трамваи были перекрашены в жёлтый цвет.
В лучшие времена на линию выходило до 35 вагонов, в 1975 году в депо наличествовало 28 вагонов, из которых на линию выходило 18. К моменту закрытия движения в 2011 году на линии оставалось 10 вагонов.
В настоящее время старые вагоны находятся в депо, и их судьба пока не определена. На линии после возобновления движения выходят 14 новых репликаров старых вагонов, часть из которых паркуется на городском кольце на Ларго да Кариока.

## Прекращение и возобновление движения
С конца XX века трамвай в Рио находился в запустении, не производился ремонт подвижного состава и путевого хозяйства. Все это привело к ряду происшествий, самым страшным из которых стала катастрофа 27 августа 2011 года. Переполненный трамвай сошёл с рельсов на улице Жоакина Муртинью, круто спускающейся вниз с холмов Санта-Терезы и на полном ходу врезался в столб. Погибло шесть человек, включая вагоновожатого, более пятидесяти было ранено, из них десять — тяжело. Причиной катастрофы назвали сбой тормозной системы.
Эта авария, а также предшествовавшая ей гибель французского туриста, выпавшего из трамвая на акведуке Кариока, привели к прекращению эксплуатации. Лишь через два года, летом 2013 года, стартовал проект стоимостью в 110 миллионов реалов по возобновлению эксплуатации трамвайной системы Санта-Терезы, включающий реконструкцию рельсов и контактной подвески, а также закупку 14 новых вагонов, которые должны были быть репликарами старых.
Первоначально планировалось открыть трамвайную линию в июне 2014 года, в преддверии проводившегося в Бразилии чемпионата мира по футболу 2014; однако затем сроки начала эксплуатации переносились по крайней мере пять раз. В частности, потому, что намеченная на ноябрь 2013 года поставка новых трамвайных вагонов, которые должен был построить местный производитель — компания «Т’Транс» из Трес-Риуса, началась только в августе 2014 года.
Движение трамвая было открыто 27 июля 2015 года, по укороченному маршруту длиной 1,7 км — от Ларго-да-Кариока до Ларго-ду-Курвелу, — и по ограниченному графику: с понедельника по субботу, с 11 до 16 часов, с интервалами движения 20 минут. C 28 декабря 2015 года движение было продлено от Ларго-ду-Курвелу до Ларго-ду-Гимараиньш, длина линии составила чуть больше 2 км; график работы и интервал движения остались неизменными. Лишь во время Летних Олимпийских игр 2016 года время работы трамвая было увеличено — с 8 до 16 часов с понедельника по субботу, интервал движения был сокращён до 10 минут.
Реконструкция путевого хозяйства на всем протяжении трассы трамвая Санта-Терезы на всём семикилометровом участке трассы развернулась лишь в 2015 году, однако была приостановлена в апреле 2016 года с целью сосредоточения усилий по пуску легкорельсового трамвая Рио-де-Жанейро.
Возобновление движения трамвая Санта-Терезы на всём его протяжении, в том числе с восстановлением заброшенного в 2008 году пути в район Сильвестри, к одноимённой станции зубчатой железной дороги Корковаду, которая ведёт к статуе Христа-Искупителя, произойдет не ранее декабря 2017 года.

## Факты

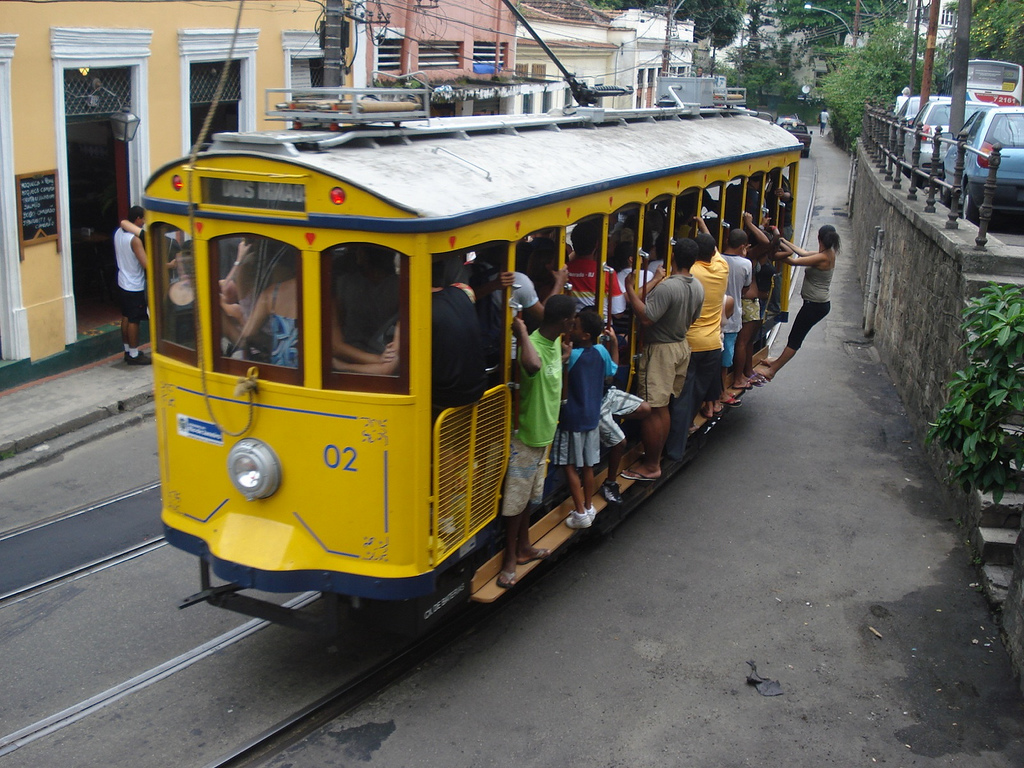
По новым правилам ездить так, как изображено на снимке 2009 года, больше нельзя

- С 1967 по 2016 год был единственной трамвайной сетью, функционировавшей в Рио-де-Жанейро.
- Несмотря на то, что вагоны открыты по бокам, после возобновления движения, в целях безопасности, запрещено проезжать снаружи вагона на подножках, держась за вертикальные стойки оконных проемов. Также запрещено садиться в вагон и выходить из него на ходу, посадка разрешена лишь на остановках[10].